# Кобилкі (Белхатовський повіт)
Кобилкі (пол. Kobyłki) — село в Польщі, у гміні Дружбиці Белхатовського повіту Лодзинського воєводства.
Населення — 103 особи (2011).
У 1975-1998 роках село належало до Пйотрковського воєводства.

## Демографія
Демографічна структура станом на 31 березня 2011 року:
|          | Загалом | Допрацездатний вік | Працездатний вік | Постпрацездатний вік |
| -------- | ------- | ------------------ | ---------------- | -------------------- |
| Чоловіки | 53      | 14                 | 35               | 4                    |
| Жінки    | 50      | 10                 | 27               | 13                   |
| Разом    | 103     | 24                 | 62               | 17                   |